# Sisobahili Huruna
Sisobahili Huruna is een bestuurslaag in het regentschap Nias Selatan van de provincie Noord-Sumatra, Indonesië. Sisobahili Huruna telt 579 inwoners (volkstelling 2010).